# Nogometni klub Mosor
Il Nogometni klub Mosor, conosciuto semplicemente come Mosor, è una squadra di calcio di Žrnovnica, un quartiere di Spalato in Croazia. Nell'agosto 2018 il club cessa l'attività, ma un gruppo di ex giocatori e membri del club il 1º settembre dello stesso anno fonda una nuova squadra  (chiamata HNK Mosor Žrnovnica) che riparte dalla 2. ŽNL Splitsko-dalmatinska, la seconda divisione dei campionati della regione spalatino-dalmata.

## Nome
Il Mosor (in italiano Monte Massaro) è una catena montuosa in Croazia situata vicino alla città di Spalato, sulla costa adriatica. Appartiene alle Alpi Dinariche e si estende dal passo di Clissa a nord-ovest fino al fiume Cettina a sud-est.

## Storia
Il club viene fondato nel 1929, ai tempi del Regno di Jugoslavia, da Ivan Aljinović Coto Peralov, Andrija Barbarić, Frane Markovina (non è chiaro chi fosse il presidente fra questi), Marin Amižić Kiso, Domljanović Antić (tesoriere) e Coto Peralov (calzolaio, procura il primo pallone). Il primo campo di gioco è a Brač, ma a causa di problemi con l'allora parroco don Pavo Matovac ed i gendarmi, deve trasferirsi al Pricvić, un terreno agricolo che viene trasformato in campo sportivo. Non si iscrive a campionati ufficiali, bensì disputa solamente amichevoli contro le squadre della zona. La seconda guerra mondiale blocca l'attività del club dato che tutti i membri vanno in guerra; 27 giocatori sui 44 partiti non fanno ritorno ed il NK Mosor erige una targa commemorativa in loro ricordo nel 1978.
Nel 1964 il club viene rifondato e, negli anni della Jugoslavia socialista milita prevalentemente nei campionati di Spalato e della Dalmazia. Il punto più alto viene raggiunto nella Dalmatinska liga 1971–72 e nella Hrvatska liga 1986–87, in ambedue le occasioni al terzo livello della piramide calcistica jugoslava.
Nella Croazia indipendente il punto più alto è il raggiungimento della Prva liga nel 1996–97. Nel 2016 il Mosor cade nei campionati regionali e nel 2018 cessa l'attività; poco dopo alcuni membri del club fondano il HNK Mosor che nel 2019 riprende le competizioni.

## Strutture

### Stadio
Il Mosor disputa le partite casalinghe al Stadion u Pricviću, un impianto da 3000 posti.

## Palmarès
- Treća HNL: 4

1993-1994 (Sud), 1998-1999 (Sud), 2002-2003 (Sud), 2003-2004 (Sud)